# Kevin Soler
 (juillet 2025).
Il peut être nécessaire de l'améliorer pour respecter le principe de neutralité de point de vue. Veuillez consulter la page de discussion pour plus de détails.

 (juillet 2025).
Motif : Où sont les sources secondaires de qualité démontrant une notoriété encyclopédique ?
- Archive Wikiwix
- Bing
- Cairn
- DuckDuckGo
- E. Universalis
- Gallica
- Google
- G. Books
- G. News
- G. Scholar
- Persée
- Qwant
- (zh) Baidu
- (ru) Yandex

| 1. | Préciser le motif de la pose du bandeau. | Précisez le motif de la pose du bandeau en utilisant la syntaxe suivante : {{admissibilité à vérifier\|date=août 2025\|motif=remplacez ce texte par le motif}}                   |
| 2. | Informer les utilisateurs concernés.     | Pensez à avertir le créateur de l'article, par exemple, en insérant le code ci-dessous sur sa page de discussion : {{subst:avertissement admissibilité à vérifier\|Kevin Soler}} |

 (mai 2025).
 (mai 2025).
Kevin Soler, né le 28 juillet 1991 en France est un entrepreneur et athlète français, fondateur de l'entreprise Virteem, spécialisée dans le développement de solutions en réalité virtuelle. Il pratique également le street workout, discipline dans laquelle il est actif depuis le début des années 2010.

## Biographie
Kevin Soler part à 19 ans en Australie pour poursuivre ses études de commerce à l’ESC Troyes. Pendant cette période, il est recruté par Google à Sydney en tant que directeur commercial, poste qu’il occupe pendant environ un an. Il a lancé plusieurs entreprises dès son adolescence, notamment un réseau social destiné aux joueurs de tennis, développé dans 19 pays et revendu par la suite.
De retour en France, il découvre le street workout au début des années 2010, une discipline mêlant gymnastique et musculation en milieu urbain. Il a été mentionné dans plusieurs articles publiés par la presse spécialisée du street workout et de la callisthénie en France au début des années 2010.
La même année, il fonde Virteem, une société française orientée vers les technologies immersives. L'entreprise conçoit des applications en réalité virtuelle et en intelligence artificielle, principalement à destination des entreprises et institutions.

## Carrière sportive
Kevin Soler commence la pratique du street workout en 2012. Cette discipline, mêlant musculation au poids du corps et figures acrobatiques, se développe en France au début des années 2010. En 2012, il établit six records du monde dans cette discipline, dans la catégorie du human flag avec charge additionnelle.

## Carrière entrepreneuriale
En 2012, Kevin Soler fonde Virteem, une société française spécialisée dans les visites virtuelles, principalement destinées aux secteurs de l’immobilier et du tourisme. L’activité se diversifie ensuite vers la formation, la communication et les événements numériques, à travers des technologies comme la vidéo 360° et la modélisation 3D.
Selon la presse économique, l’entreprise connaît un différend financier en 2019, suivi d’une procédure de sauvegarde l’année suivante. Une restructuration permet le maintien de l’activité.
Par ailleurs, il met en place un incubateur interne pour des projets liés aux technologies immersives.
En 2021, il publie Comment j’ai sauvé ma boîte, un livre dans lequel il revient sur son expérience entrepreneuriale et les difficultés rencontrées par les petites entreprise.

## Conférences et communication
Il a participé à plusieurs conférences sur l’entrepreneuriat qui traitent notamment de la gestion de crise et de l’innovation.
En 2023, il intervient dans une conférence TEDx à l’ESSEC intitulée Devenir champion du monde est-il un choix ?, qui aborde son parcours sportif et professionnel.

## Vie personnelle
En parallèle de ses activités professionnelles et sportives, Kevin Soler pratique la photographie animalière et la randonnée, notamment dans le massif du Mercantour.